# Dewin
Dewin (bułg. Девин) – miasto w Bułgarii, w obwodzie Smolan, siedziba administracyjna gminy Dewin. Według Ujednoliconego Systemu Ewidencji Ludności oraz Usług Administracyjnych dla Ludności, 15 marca 2015 roku miejscowość liczyła 6527 mieszkańców.

## Geografia
Miasto znajduje się w Rodopach, 20 km od granicy z Grecją. Przez miasto przepływa Dewinska reka, która nieco dalej wpada do Wyczy. Dewin otoczony jest wiekowymi lasami sosnowymi i świerkowymi.

## Historia
Najwcześniejsze ślady życia w pobliżu Dewinu pochodzą z epoki brązu. W miejscu Potreba znajdują się ruiny osady trackiej i sanktuarium trackie. W IV wieku istniała tracko-rzymska osada. W pobliżu miasta znaleziono także dwa nekropolia z ХІ i ХІV w.

## Religia
Ludność składa się z różnych bułgarskich grup etnicznych i społeczności – etnicznych Bułgarów i Pomaków. Istnieje wielka tolerancja religijna wśród wyznawców różnych religii – muzułmanów i chrześcijan. W mieście znajduje się Cerkiew Św. Iwana Rilskiego, zbudowany w 1936 r., a także meczet.

## Gospodarka
W mieście znajduje się bułgarska firma Dewin, producent wody źródlanej, spółka akcyjna od 1999 roku ze 100% kapitałem prywatnym.

## Osoby związane z miastem
- Wasił Bebelekow – bułgarski dudziarz
- Tanja Dimitrowa – bułgarska pisarka
- Emił Enczew – bułgarski poeta i pisarz
- Elena Jamkowa – bułgarska artystka, dziennikarka i pisarka
- Minka Mitewa – bułgarska poetka
- Radju Petrow – bułgarski nauczyciel, założyciel szkoły w Dewinie
- Nikoła Todew – bułgarski aktor